# Иоганн II (граф Горицы)
Иоганн II (нем. Johann II. von Görz; ок. 1433 — 22 мая 1462, Лиенц) — граф Горицы с 1454 года. Предпоследний представитель династии Мейнхардинов.

## Биография
Старший сын Генриха VI фон Гёрца и его второй жены Каталины Гараи.
В 1444—1454 годах воспитывался при дворе графа Ульриха Цилли — брата первой жены Генриха VI фон Гёрца. В некоторых источниках говорится, что Иоганн находился там в качестве заложника, в других — что в качестве подопечного.
В 1455 году получил от венецианского дожа Франческо Фоскари инвеституру на свои владения в Фриуле (это означает, что к тому времени достиг совершеннолетия).
В следующем году был убит граф Ульрих Цилли, не оставивший наследников. На основании договора от 1437 года Иоганн фон Гёрц предъявил права на графство Ортенбург. Однако император Фридрих III, сам имевший виды на наследство графа Цилли, отказал ему на том основании, что упомянутый договор не прошёл процедуру императорского одобрения.
Тогда Иоганн фон Гёрц решил действовать силой. Он во главе вооружённого отряда вторгся в Каринтию и осадил Ортенбург. Император выслал армию, которая в ходе войны, продолжавшейся около двух лет, оккупировала Горицу. Мир (Frieden von Pusarnitz, 25 января 1460 года) был заключен на крайне невыгодных для графа условиях: он был вынужден отказаться от 12 каринтийских сеньорий, в том числе от города Лиенц, но в том же году получил его назад в обмен на Витаветц и денежную компенсацию.
Он был помолвлен с дочерью Ульриха Цилли — Елизаветой, но она вышла замуж за Матвея Корвина — будущего короля Венгрии, и вскоре умерла.